# Мала Тавра
Мала Та́вра (рос. Малая Тавра) — село у складі Артинського міського округу Свердловської області.
Населення — 627 осіб (2010, 799 у 2002).
Національний склад станом на 2002 рік: марійці — 92 %.